# Марсильи, Джузеппе
Джузеппе Марсильи (итал. Giuseppe Marsigli; 1795, Неаполь, 1795 — ок. 1835) — итальянский рисовальщик и гравёр, художник-акварелист. Мастер «помпейского стиля» — одного из стилевых течений периода неоклассицизма.

## Биография
Марсильи был учеником Костанцо Анджелини по рисунку и Джузеппе Каммарано по живописи. Его брат Филиппо Марсильи также был художником. Джузеппе участвовал в реставрационных работах в Неаполе. Он был гравёром по серебру и воспроизводил в гравюрах античные изделия из серебра, рельефы и ювелирные изделия.
Наиболее известны его воспроизведения в технике темперы и гуаши античных росписей из Помпей: «Дома Мелеагра», «Дома Диоскуров» и других. Они были опубликованы в 1831 году. При всей условности таких «копий», весьма далёких от оригиналов, они имели важное значение в формировании «помпейского стиля» в рамках движения неоклассицизма первой трети XIX века.